# Nacionalitat estatunidenca

Bandera dels Estats Units.

Gran Segell dels Estats Units.

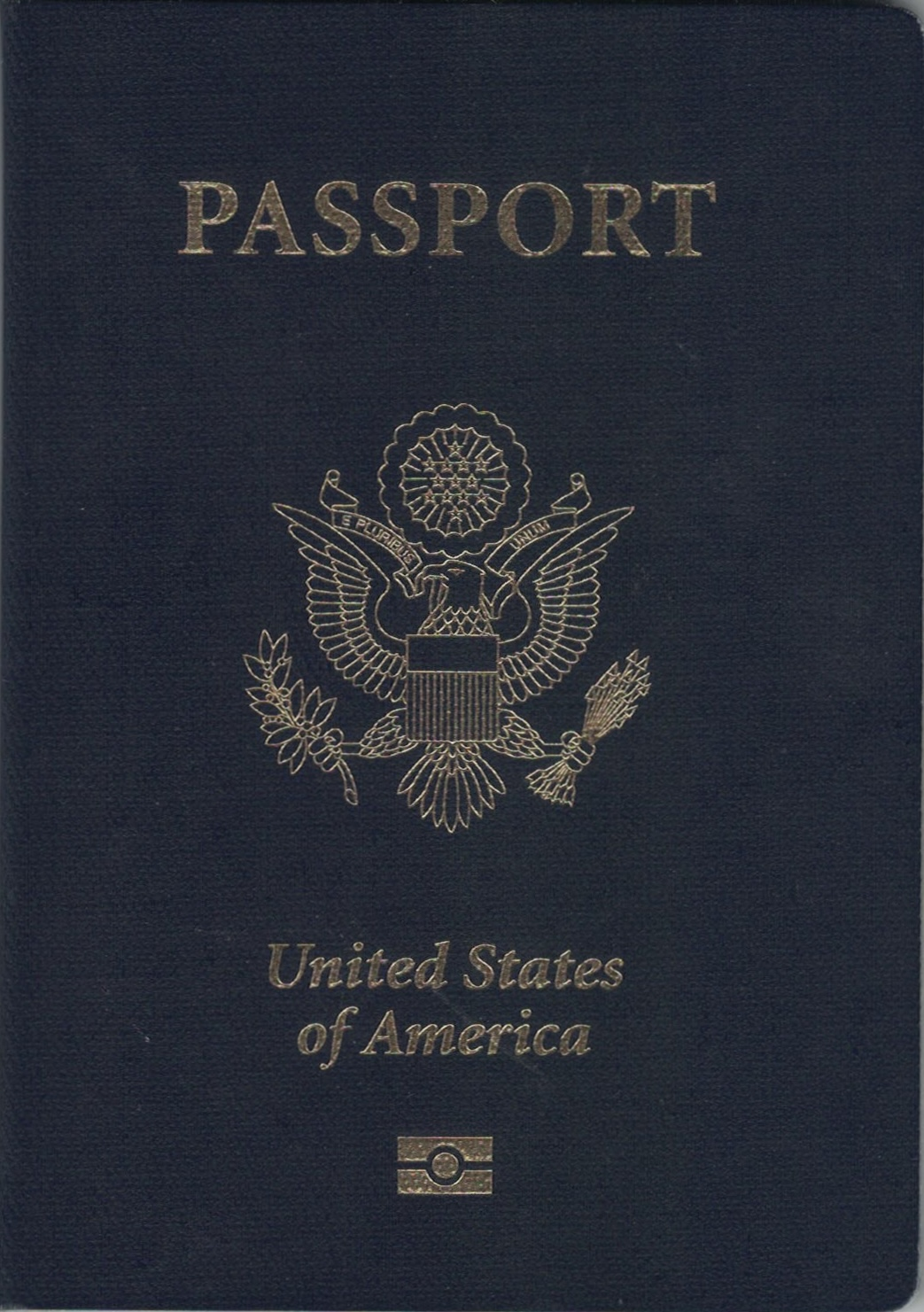
La ciutadania estatunidenca confereix el dret a rebre un Passaport dels Estats Units.

La nacionalitat o ciutadania estatunidenca és l'estatus d'una persona física com a membre legal dels Estats Units. Implica drets, privilegis, immunitats i beneficis econòmics, inclosa l'assistència federal. D'acord amb la Clàusula de ciudadania de la Catorzena esmena de la Constitució, una persona és ciutadana estatunidenca automàticament al néixer als Estats Units, al néixer a un altre país sent fill de pares o avis estatunidencs o havent nascut a un altre país a través d'un procés de nacionalització; un dels exemples històrics més famosos va ser la nacionalització estatunidenca del científic Albert Einstein al 1940.